# George Psalmanazar

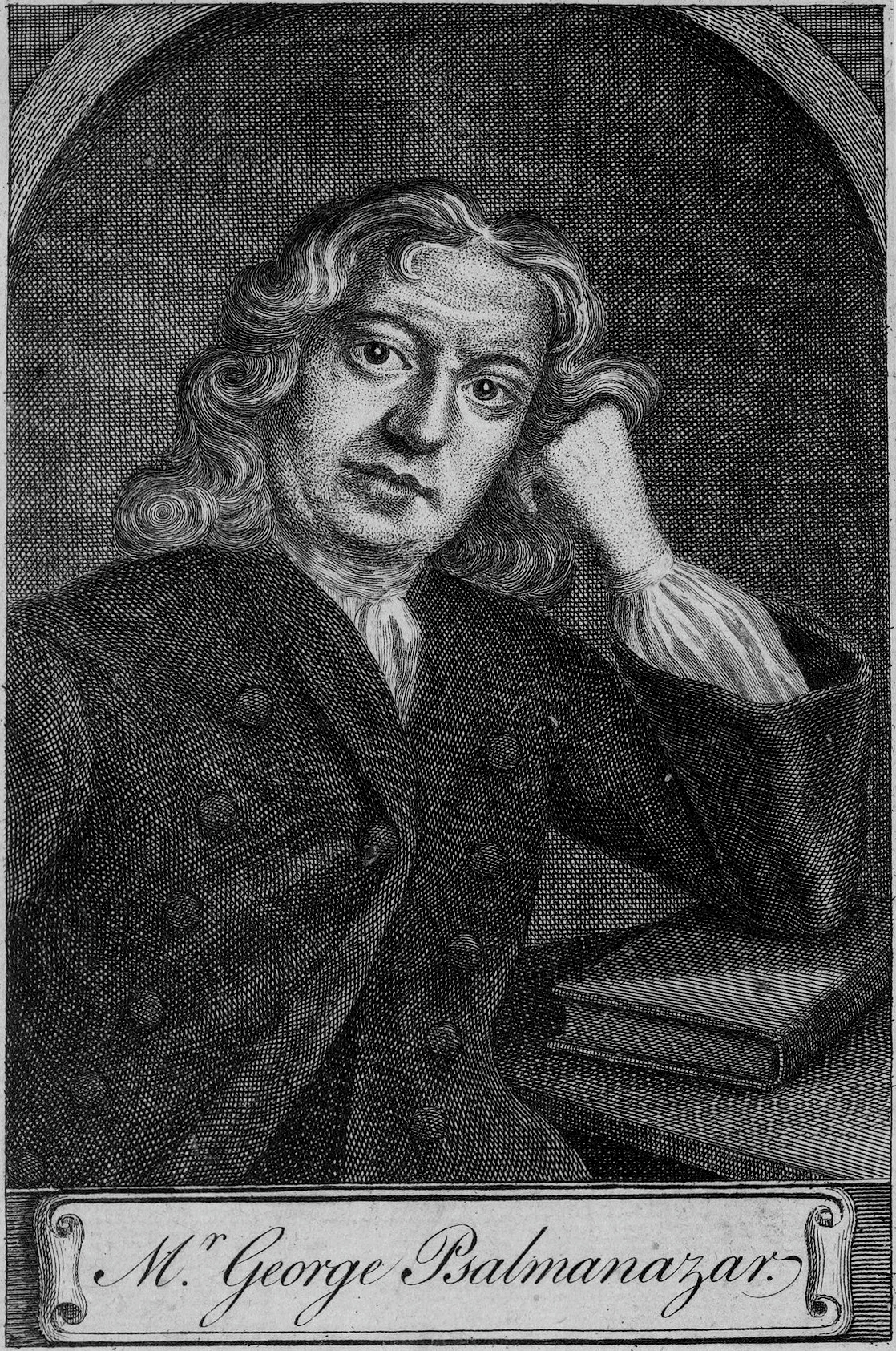
George Psalmanazar

George Psalmanazar (* um 1679 in Frankreich; † 3. Mai 1763 in London) war ein französischer Hochstapler, der dafür bekannt wurde, dass er die Öffentlichkeit Großbritanniens für einige Jahre damit täuschte, dass er der erste Ureinwohner Formosas (heutiges Taiwan) sei, der Europa erreicht hätte.

## Leben

### Frühes Leben und Reise durch Europa
Psalmanazar verschleierte absichtlich viele Details seines frühen Lebens, doch wird angenommen, dass er zwischen 1679 und 1684 in Südfrankreich, möglicherweise in Languedoc oder Provence, geboren wurde. Sein tatsächlicher Geburtsname ist bis heute unbekannt.
Um 1700 begann Psalmanazar Europa zu bereisen und seine Identität zu verschleiern. Anfangs gab er sich als irischer Pilger aus, fälschte seinen Pass und stahl entsprechende Requisiten, fiel denen, die mit Irland vertraut waren, aber immer wieder durch Unstimmigkeiten auf. Mit der Zeit probierte sich Psalmanazar an – zu der Zeit weniger vertrauten – ostasiatischen Herkünften aus. Zwischen 1700 und 1702 bereiste Psalmanazar erfolglos viele deutsche Städte, bis er sich in den Niederlanden – statt der japanischen Herkunft – für Formosa (heutiges Taiwan) als Herkunftsland entschied. Er begann sich nach einem fremdartigen Kalender zu richten, erfand eine passende Sprache und begann nach komplizierten Riten zu leben und Sonne und Mond anzubeten. Noch im selben Jahr (1702) traf er in den Niederlanden auf William Innes, der dort Kaplan in einer Einheit der schottischen Armee aufhielt. Danach behauptete jener, den Heiden zum Christentum bekehrt zu haben und taufte ihn auf den Namen George Psalmanazar (in Anlehnung an den biblischen König der Assyrer Shalmaneser).

### London
Im Jahre 1703 reiste er über Rotterdam nach London, um den dortigen Bischof zu treffen. Im London der damaligen Zeit erreichte er als exotischer Fremder schließlich einen hohen Bekanntheitsgrad. Seine Popularität beruhte nicht nur auf seiner fremden Art und Weise, die das wachsende Interesse der Einheimischen an Reiseberichten über weit entfernte Orte weckte, sondern auch auf der vorherrschenden anti-katholischen und anti-jesuitischen religiösen Stimmung im Großbritannien des frühen 18. Jahrhunderts. Im Mittelpunkt seiner Erzählung stand seine Behauptung, von böswilligen Jesuiten aus Formosa entführt und nach Frankreich gebracht worden zu sein, wo er sich standhaft geweigert hätte, katholisch zu werden. Psalmanazar erklärte, er sei ein reformierter Heide, der nun den Anglikanismus praktiziere. Er wurde ein Günstling des Bischofs von London und anderer angesehener Mitglieder der Londoner Gesellschaft.
Im Jahre 1704 veröffentlichte Psalmanazar das Buch An Historical and Geographical Description of Formosa, an Island Subject to the Emperor of Japan, in dem er eine Reihe weiterer Eigenartigkeiten beschrieb. Darin war Formosa ein reiches Land mit der Hauptstadt Xternetsa. Die Menschen würden abgesehen von goldenen oder silbernen Schnallen zum Bedecken der Geschlechtsteile nackt herumlaufen und die Hauptnahrung wären Schlangen, die sie mit Zweigen jagten.
Formosaner waren demnach polygam und der Ehemann hatte das Recht, seine Frauen nach Belieben zu verspeisen. Verurteilte Mörder wurden hingerichtet, indem sie kopfüber gehängt und mit Pfeilen beschossen wurden. Jedes Jahr opferten sie einem ochsenköpfigen Götzen die Herzen von 18.000 Knaben, indem sie es ihnen lebendig aus dem Leibe rissen. Die verbliebenen Körper würden von den Priestern verspeist. Sie kannten auch Pferde und Kamele als Transportmittel. In dem Buch wird auch ein „formosanisches Alphabet“ beschrieben. Das Buch war mit zwei englischen, einer französischen und deutschen Auflagen recht erfolgreich.
Kurz danach wurde er an das Oxford College gerufen. Er begann, religiöse Literatur in (seine) formosanische Sprache zu übersetzen und lehrte (seine) formosanische Kultur und Sprache. Der Bischof von London unterstützte ihn. Psalmanazar betrachtete Dr. Samuel Johnson als seinen Freund. Und er sprach vor der Royal Geographical Society.
Die von Psalmanazar vorgegebene Identität wurde durchaus angezweifelt. Er konnte jedoch die meiste Kritik von sich abwenden. Seine blasse Haut erklärte er damit, dass er als Angehöriger der Oberschicht keine Arbeiten in der Sonne habe erledigen müssen. Zusätzlich behauptete er, unter der Erde gelebt zu haben. Jesuiten, die tatsächlich als Missionare in Formosa waren, glaubte man dagegen nicht, vor allem wegen ihres schlechten Ansehens aufgrund der antikatholischen Stimmung jener Zeit in Großbritannien. Fragen von Mitgliedern der Royal Society, beispielsweise von Edmund Halley, wich er aus.

### Aufdeckung und spätes Leben
Psalmanazars Behauptungen wurden im Laufe der Zeit immer unglaubwürdiger, und das Wissen über Formosa aus anderen Quellen widersprach zusehends seinen Behauptungen. Er verteidigte seinen Betrug nicht mehr so energisch, und 1706 gestand er ihn zunächst vor Freunden und dann vor der Öffentlichkeit ein. Zu diesem Zeitpunkt war die Londoner Gesellschaft des „Formosawahns“ jedoch weitestgehend überdrüssig geworden.
Psalmanazar lebte bis zu seinem Tod als Schriftsteller. Er arbeitete einige Zeit als Angestellter der Armee, bis ihm ein Mitangestellter Geld zum Studium der Theologie gab. Er erlernte Hebräisch, wurde Mitautor von A General History of Printing (1732) und schrieb eine Reihe von Artikeln für Universal History. Er arbeitete auch an dem Buch Geography of the World mit, in dem er über die echten Verhältnisse in Formosa schrieb und Kritik an dem von ihm selbst früher verbreiteten Schwindel übte. Psalmanazar wurde mit der Zeit anscheinend religiöser und begann seine früheren Betrügereien zu verurteilen.

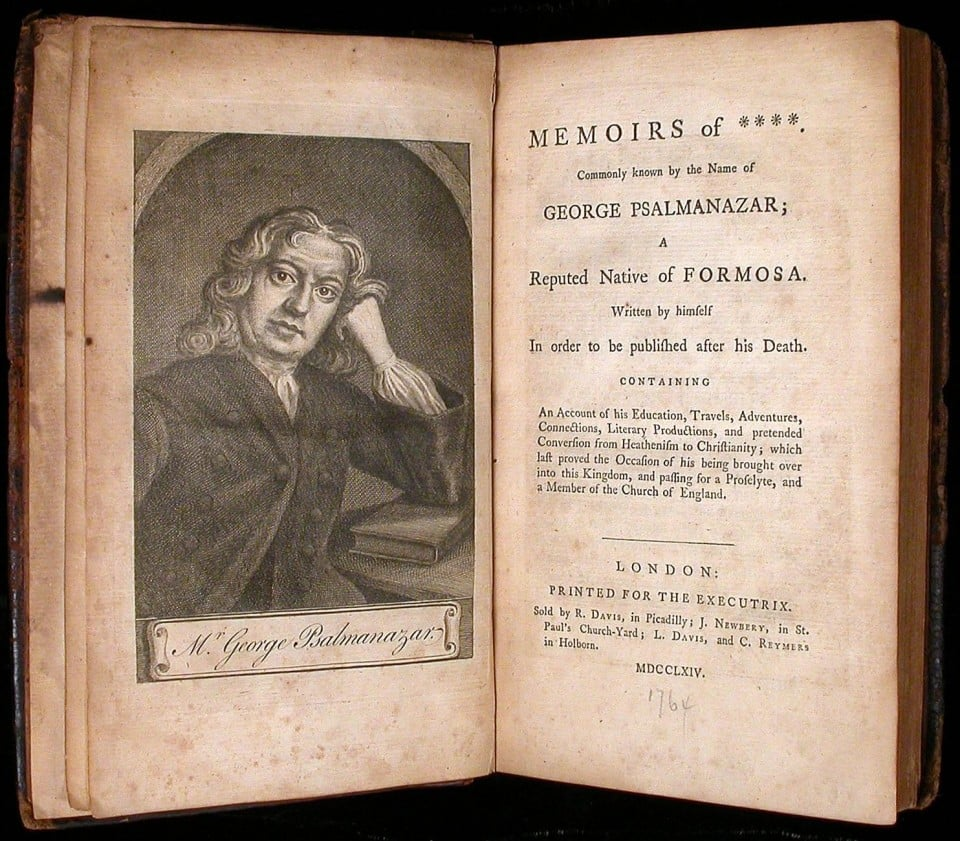
Cover seiner Autobiografie (1764)

George Psalmanazar starb am 3. Mai 1763 in Ironmonger Row, London, England. In seinem Testament, das im Jahr zuvor fertiggestellt worden war, bezeichnete er sich selbst als arme, sündige und wertlose Kreatur; er verfügte, dass sein Leichnam auf die bescheidenste Art und Weise auf einem gewöhnlichen Friedhof beigesetzt werden sollte, und er erklärte feierlich, dass seine Geschichte von Formosa eine gemeine und schändliche Hochstapelei sei, ein Betrug an der Öffentlichkeit. Er hinterließ eine Autobiografie mit dem Titel Memoirs of ** **, Commonly Known by the Name of George Psalmanazar; a Reputed Native of Formosa, die erstmals 1764 erschien. Das Buch verschweigt seinen wahren Geburtsnamen, der immer noch unbekannt ist, enthält aber eine Fülle von Einzelheiten über sein frühes Leben und die Entwicklung seiner Betrügereien.